# Schefflera exaltata
Schefflera exaltata är en araliaväxtart som först beskrevs av George Henry Kendrick Thwaites, och fick sitt nu gällande namn av David Gamman Frodin. Schefflera exaltata ingår i släktet Schefflera och familjen araliaväxter.
Artens utbredningsområde är Sri Lanka. Inga underarter finns listade.